# Thun-Saint-Amand

Thun-Saint-Amand este o comună în departamentul Nord, Franța. În 1 ianuarie 2022 avea o populație de 1.102 de locuitori.